# BK Samara
Der BK Samara (russisch БК «Самара», ehemals ZSK WWS Samara Zentraler Sportklub der Luftstreitkräfte) ist ein professioneller Basketballverein der Superleague Russland. Der Verein kommt aus Samara, ehemals Kuibyschew, in Russland.

## Geschichte

Logo des ZSK WWS Samara

Einer der Vorgänger des heutigen Klubs, der originale BK Samara, wurde 1976 in Toljatti als „AZOT“ gegründet. 1977 folgte der Umzug nach Samara und Umbenennung in „Stroitel“ (russisch Строитель für Bauarbeiter). 1981 gelang der Aufstieg in die höchste sowjetische Liga. Der höchste Erfolg war der zweite Platz in der russischen Meisterschaft 1992 hinter dem ZSKA. 1994 erfolgte die Umbenennung in „BK Samara“.
Nach dem Zerfall der Sowjetunion zog der SKA Alma-Ata, zweimaliger viertplatzierter der sowjetischen Meisterschaft, 1992 von Alma-Ata in Kasachstan nach Samara um. Dort wurde der Klub in ZSK WWS umbenannt und bekam sofort das Startrecht für die höchste russische Liga. Somit war Samara mit zwei Klubs in dieser Klasse vertreten. In den Jahren 1994 und 1995 erreichte ZSK WWS mit Waleri Tichonenko in seinen Reihen jeweils den dritten Platz in der russischen Meisterschaft. Zum Ende der Saison 1996/97 musste der Klub wegen finanzieller Schwierigkeiten Konkurs anmelden.
Der ZSK WWS Samara wurde 2002 auf Anordnung des Gouverneurs des Gebiets Samara als Vereinigung der beiden Klubs ZSK WWS Samara und BK Samara gebildet. Der Klub existierte nur wenige Jahre. Der größte Erfolg war der Gewinn der FIBA EuroCup Challenge 2007. Zum Beginn der Saison 2009/2010 meldete der Kub Konkurs an und beendete seine Existenz. Der parallel in Samara existierende Klub Krasnye Krylja Samara war kein Rechtsnachfolger des ZSK WWS Samara.
Im Jahr 2012 wurde der Basketballklub als „Samara SGEU“ neu gegründet und kehrte im Jahr 2014 zu seinem alten Namen „BK Samara“ zurück. Im Jahr 2015 fusionierte Krasnye Krylja Samara mit dem BK Samara. Der BK Samara gewann in der Saison 2018/19 und 2020/21 jeweils die russische Superliga.
Im Jahr 2022 trat der BK Samara der VTB United League bei.

## Erfolge
- Sieger FIBA EuroCup Challenge 2007